# Sladkovského náměstí
Sladkovského náměstí je jedno z menších náměstí v Praze 3 na Žižkově. Je pojmenováno po demokratickém novináři a politikovi Karlu Sladkovském (1823–1880).

## Popis a historie
Náměstí vzniklo v roce 1890, tedy v době, kdy se Žižkov rozvíjel jako samostatné město (tím se stal roku 1881). Dříve byla v těchto místech viniční usedlost zvaná podle svého někdejšího majitele Reismonka. Svůj název si už od doby vzniku náměstí udrželo.
Nevelké náměstí o rozměrech asi 80 × 30 m je ve starší části Žižkova u horní, východní části Seifertovy ulice, která ho ohraničuje ze severní strany. Na kratších stranách ohraničují náměstí činžovní domy ve vyústění Vlkovy ulice (na západě) a Čajkovského ulice (na východě) do Seifertovy ulice, k níž se náměstí mírně svažuje. Celou jižní stranu náměstí tvoří mohutná novorenesanční budova gymnázia Karla Sladkovského, původně c.k. vyšší reálky, postavená v letech 1898–1899 podle plánů Jindřicha Motejla, tehdejšího žižkovského městského inženýra.
Prakticky celý prostor náměstí vyplňuje novogotický kostel sv. Prokopa, který je se svou 73 m vysokou věží jednou z dominant celého Žižkova. Výstavba kostela, jehož podobu navrhli architekti Josef Mocker a František Mikš, probíhala v letech 1898 až 1903.
Kolem náměstí vede po Seifertově ulici tramvajová trať, nejbližší zastávky jsou u Lipanské ulice.